# Pilobatella punctulata
Pilobatella punctulata är en kvalsterart som beskrevs av Balogh och Sandór Mahunka 1967. Pilobatella punctulata ingår i släktet Pilobatella och familjen Haplozetidae. Inga underarter finns listade i Catalogue of Life.